# نصف‌النهار ۱۳۳ درجه غربی
نصف‌النهار ۱۳۳ درجه غربی ۱۳۳مین نصف‌النهار غربی از گرینویچ است که از لحاظ زمانی ۸ساعت و ۵۲دقیقه با گرینویچ اختلاف زمانی دارد.
این نصف‌النهار از قطب شمال شروع و از مناطق زیر گذشته و به قطب جنوب ختم می‌شود.
- کانادا
- اقیانوس آرام